# Sfinx (Computerspiel)
Sfinx ist ein vom polnischen Studio LK Avalon entwickeltes Point-and-Click-Adventure-Computerspiel, das 1997 auf CD-ROM veröffentlicht wurde.

## Handlung
Die Hauptfiguren des Spiels sind Wacek und Andzia. Das Spiel beginnt mit einem Stromausfall im Haus der beiden Teenager. Die beiden erfahren später von einem alten Professor, dass eine fliegende Untertasse mit einem Außerirdischen an Bord auf die Erde abgestürzt ist. Die Aufgabe der beiden ist es, den Aufenthaltsort des verschollenen Außerirdischen zu finden und ihn zurück ins All zu schicken.
Der Spieler steuert abwechselnd die beiden Figuren. Um die verschiedenen Aufgaben bewerkstelligen zu können, müssen Wacek und Andzia mit anderen Spielfiguren sprechen und auffindbare Gegenstände sammeln und verwenden.

## Spielprinzip und Technik
Sfinx ist ein 2D-Adventure, das ausschließlich mit der Maus gespielt wird und verwendet mit CGE die gleiche Spiel-Engine wie Sołtys.
Das Spiel hat eine polnische Sprachausgabe und zusätzlich eine Textausgabe die später für Übersetzungen verwendet wurde. Sfinx wurde 2014 als Freeware auf der ScummVM-Website in polnischer und englischer Sprache veröffentlicht. Für die Implementierung in ScummVM und deren sprachliche Übersetzungsmöglichkeit wurde der Quellcode von LK Avalon zur Verfügung gestellt.
Da ScummVM das Spiel zur Gänze unterstützt, ist es nahezu auf jeder Plattform auf der ScummVM installiert ist, spielbar.
Aktuell existiert neben der originalen polnischen Sfinx-Version, eine nachträglich übersetzte englische Version des Spiels.

## Trivia
Für die englische Version wurden die Namen der Hauptfiguren Wacek und Andzia in Vincent und Anna übersetzt.
Im Labor des Professors gab dieser in der Kunstsprache Pilish einen Hinweis um sich die Kreiszahl Pi durch die jeweiligen Wortanzahl merken zu können (Kto i bada i liczy matematyk to wielki).